# آرتور ویلیام رادفورد
آرتور ویلیام رادفورد (انگلیسی: Arthur W. Radford؛ ۲۷ فوریهٔ ۱۸۹۶ – ۱۷ اوت ۱۹۷۳) دریابُد نیروی دریایی و خلبان نیروی دریایی ایالات متحده آمریکا بود.

## زندگی‌نامه
در بیش از ۴۰ سال خدمات نظامی، رادفورد پست‌های متفاوتی شامل معاون ارشد عملیات دریایی، فرمانده ناوگان اقیانوس آرام ایالات متحده و مدتی بعد دومین رئیس ستاد مشترک را بر عهده داشت.
در بیش از ۴۰ سال خدمات نظامی، رادفورد پست‌های متفاوتی شامل معاون ارشد عملیات دریایی، فرمانده ناوگان اقیانوس آرام ایالات متحده و مدتی بعد دومین رئیس ستاد مشترک را بر عهده داشت. در مدت جنگ او نشان بالهای خلبان (به انگلیسی: Pilot Wings)و رُز را به خاطر رتبه اش در مأموریت‌های روی کشتی و در اداره هوانوردی کسب کرد.  پس از ورود ایالات متحده به جنگ جهانی دوم، او توسعه و گسترش برنامه تمرین هوانوردی نیروی دریایی را در سالهای اولیه جنگ طراحی کرد. در سالهای پایانی او لشکرهای ناوهای هواپیمابر را در چندین مأموریت مهم در جنگ اقیانوس آرام رهبری کرد.
آرتور ویلیام رادفورد در ۲۷ فبریه ۱۸۹۶در شیکاگو به دنیا آمد. پدر او جان آرتور رادفورد، مهندس برق زاده کانادا و مادر او اگنس الیزا رادفورد بودند. وی بزرگترین فرزند خانواده چهار فرزندی بود. وی در نوجوانی بسیار پرانرژی و باهوش جلوه می‌کرد.